# 프랭크 아체암퐁
프랭크 오포쿠 아체암퐁(영어: Frank Opoku Acheampong, 1993년 10월 16일 ~ )은 가나의 축구 선수이며 포지션은 윙어이다. 현재 허난에서 활약하고 있다.

## 축구인 경력

### 클럽 경력
2011년 타이 프리미어리그의 부리람 유나이티드에 입단하였다.
2013년 1월 2013-14 시즌 종료까지 안데를레흐트로 임대 이적하였다. 같은 해 4월 16일 타이 프리미어리그 최고 이적료인 1백만 유로의 이적료로 안데를레흐트로 완전 이적하였다. 7월 28일 열린 2014-15 시즌 로케런과의 리그 경기에서 데뷔전을 치렀다.

### 대표팀 경력
2012년 8월 중국과의 친선 경기에서 가나 국가대표팀 소속으로 A매치 데뷔전을 치렀다.
2013년 9월 10일 일본과의 친선 경기에서 A매치 첫 득점을 기록하였다.